# Tour de Romandie 2024
Die Tour de Romandie 2024 war die 77. Austragung des Schweizer Etappenrennens. Das Radrennen fand vom 23. bis zum 28. April im Rahmen von sechs Etappen statt und war Teil der UCI WorldTour 2024.
Den Gesamtsieg sicherte sich der 23-jährige Spanier Carlos Rodríguez (Ineos Grenadiers), der sich mit sieben bzw. neun Sekunden vor den Bora-hansgrohe-Fahrern Alexander Wlassow und Florian Lipowitz durchsetzte. Die Punktewertung ging an Dorian Godon (Decathlon AG2R La Mondiale Team), während sich Juri Hollmann (Alpecin-Deceuninck) die Bergwertung sicherte. Die Mannschaftswertung gewann das UAE Team Emirates.

## Streckenführung
Insgesamt mussten die Fahrer auf den sechs Etappen 656,9 Kilometer zurücklegen. Es standen zwei hüglige Etappen und zwei Bergankünfte sowie zwei Einzelzeitfahren auf dem Programm. Nach dem Prolog in der Gemeinde Payerne führte die Strecke auf hügligem Terrain nach Freiburg, ehe tags darauf die erste Bergankunft in Salvan (Les Marécottes) erfolgte. Am dritten Etappentag wurde ein 15,5 Kilometer langes Zeitfahren mit Start und Ziel in Oron ausgetragen. Die vierte Etappe führte über mehrere Anstiege durch das untere Rhonetal und ging mit einer Bergankunft in Leysin zu Ende. Der letzte Abschnitt erfolgte auf einem hügligen Rundkurs um Vernier nahe Genf. Der höchste Punkt der Rundfahrt war die Ortschaft Les Mosses mit einer Höhe von 1444 Metern.
| Etappe         | Datum              | Strecke                            | Typ                 | km    |
| -------------- | ------------------ | ---------------------------------- | ------------------- | ----- |
| Prolog         | Di, 23. April 2024 | Payerne – Payerne                  | Einzelzeitfahren    | 2,2   |
| 1              | Mi, 24. April 2024 | Château-d’Oex – Freiburg           | Mittelgebirgsetappe | 165,7 |
| 2              | Do, 25. April 2024 | Freiburg – Salvan (Les Marécottes) | Hochgebirgsetappe   | 171   |
| 3              | Fr, 26. April 2024 | Oron – Oron                        | Einzelzeitfahren    | 15,5  |
| 4              | Sa, 27. April 2024 | Saillon – Leysin                   | Hochgebirgsetappe   | 151,7 |
| 5              | So, 28. April 2024 | Vernier – Vernier                  | Hügelige Etappe     | 150,8 |
| Gesamtdistanz: | Gesamtdistanz:     | Gesamtdistanz:                     | Gesamtdistanz:      | 656,9 |

## Reglement
Im Rahmen der 77. Auflage wurden Trikots für die Gesamtwertung (gelb), Punktewertung (orange), Bergwertung (hellblau) und Nachwuchswertung (weiss) vergeben. Zudem gab es eine Auszeichnung des kämpferischsten Fahrers und eine Teamwertung, die sich aus den Zeiten der drei besten Fahrer pro Etappe ergab. Zudem gab es die Möglichkeit, Zeitbonifikationen zu gewinnen, um sich in der Gesamtwertung zu verbessern. Die Vergabe der Sekunden sowie der Punkte wird in der folgenden Tabelle erklärt.
|               |                                        | 1. | 2. | 3. | 4. | 5. | 6. | 7. | 8. | 9. | 10. | 11. | 12. | 13. | 14. | 15. | Platz    |
| Punktewertung | Zielankunft (Zeitfahren & Bergankunft) | 30 | 25 | 22 | 19 | 17 | 15 | 13 | 11 | 9  | 7   | 6   | 5   | 4   | 3   | 2   | Punkte   |
| Punktewertung | Zielankunft                            | 50 | 30 | 20 | 18 | 16 | 14 | 12 | 10 | 8  | 7   | 6   | 5   | 4   | 3   | 2   | Punkte   |
| Punktewertung | Zwischensprint                         | 15 | 10 | 6  |    |    |    |    |    |    |     |     |     |     |     |     | Punkte   |
| Bergwertung   | 1. Kategorie                           | 15 | 10 | 6  | 4  | 2  |    |    |    |    |     |     |     |     |     |     | Punkte   |
| Bergwertung   | 2. Kategorie                           | 10 | 6  | 4  | 2  | 1  |    |    |    |    |     |     |     |     |     |     | Punkte   |
| Bergwertung   | 3. Kategorie                           | 5  | 3  | 1  |    |    |    |    |    |    |     |     |     |     |     |     | Punkte   |
| Bonussekunden | Zielankunft                            | 10 | 6  | 4  |    |    |    |    |    |    |     |     |     |     |     |     | Sekunden |

## Teilnehmende Mannschaften und Fahrer
Neben den 18 UCI WorldTeams nahmen auch vier UCI ProTeams und eine Auswahl des Schweizer Nationalteams an dem Rennen teil. Für jede Mannschaft waren sieben Fahrer startberechtigt.
Als Favoriten auf den Gesamtsieg galten Adam Yates, Juan Ayuso, Brandon McNulty, Pavel Sivakov (alle UAE Team Emirates), Jai Hindley, Alexander Wlassow, Sergio Higuita (alle Bora-hansgrohe), Tao Geoghegan Hart, Giulio Ciccone (beide Lidl-Trek), Egan Bernal, Carlos Rodríguez, Thymen Arensman (alle Ineos Grenadiers), Richard Carapaz (EF Education-EasyPost), David Gaudu, Lenny Martinez (beide Groupama-FDJ), Enric Mas (Movistar Team), Ilan Van Wilder (Soudal Quick-Step), Simon Yates, Eddie Dunbar, Lucas Plapp (alle Team Jayco AlUla), Damiano Caruso (Bahrain Victorious), Alexei Luzenko (Astana Qazaqstan Team) und Guillaume Martin (Cofidis).
Aufgrund der hügligen Etappen sollten mit Bryan Coquard (Cofidis), Andrea Vendrame (Decathlon AG2R La Mondiale Team), Alberto Dainese (Tudor Pro Cycling Team), Matteo Moschetti (Q36.5 Pro Cycling Team), Emīls Liepiņš (Team dsm-firmenich PostNL), Ethan Hayter (Ineos Grenadiers), Alex Aranburu (Movistar Team), Nikias Arndt (Bahrain Victorious), Clément Venturini (Arkéa-B&B Hotels) und Thibau Nys (Lidl-Trek) nur wenige endschnelle Fahrer bei der Rundfahrt starten.
In den beiden Zeitfahren galten in erster Linie Joshua Tarling, Magnus Sheffield (beide Ineos Grenadiers), Johan Price-Pejtersen (Bahrain Victorious) und Rémi Cavagna (Movistar Team) sowie Juan Ayuso, Brandon McNulty und Lucas Plapp als Favoriten.
| UCI WorldTeams | UCI WorldTeams                  | UCI WorldTeams | UCI WorldTeams        | UCI WorldTeams | UCI WorldTeams            | UCI ProTeams | UCI ProTeams                 | Nationalteams |
| -------------- | ------------------------------- | -------------- | --------------------- | -------------- | ------------------------- | ------------ | ---------------------------- | ------------- |
| ADC            | Alpecin-Deceuninck              | EFE            | EF Education-EasyPost | DFP            | Team dsm-firmenich PostNL | LDT          | Lotto Dstny                  | Schweiz       |
| ARK            | Arkéa-B&B Hotels                | GFC            | Groupama-FDJ          | JAY            | Team Jayco AlUla          | Q36          | Q36.5 Pro Cycling Team       |               |
| AST            | Astana Qazaqstan Team           | IGD            | Ineos Grenadiers      | TVL            | Team Visma-Lease a Bike   | COR          | Team Corratec – Vini Fantini |               |
| TBV            | Bahrain Victorious              | IWA            | Intermarché-Wanty     | UAD            | UAE Team Emirates         | TUD          | Tudor Pro Cycling Team       |               |
| BOH            | Bora-hansgrohe                  | LTK            | Lidl-Trek             |                |                           |              |                              |               |
| COF            | Cofidis                         | MOV            | Movistar Team         |                |                           |              |                              |               |
| DAT            | Decathlon AG2R La Mondiale Team | SOQ            | Soudal Quick-Step     |                |                           |              |                              |               |

## Rennverlauf und Ergebnisse
Im Prolog setzte sich der Niederländer Maikel Zijlaard (Tudor) mit einer Sekunde Vorsprung vor dem Australier Cameron Scott (Bahrain Victorious) durch. Auf Platz drei folgte Julian Alaphilippe (Soudal Quick-Step) mit zwei Sekunden Rückstand. Erwartungsgemäss führte der 2,2 Kilometer lange Kurs zu keinen grossen Zeitabständen, wobei Eddie Dunbar (Jayco AlUla) mit der langsamsten Zeit der Gesamtklassement-Fahrer 20 Sekunden verlor.
Die zweite Etappe endete im Sprint aus einem grösseren Fahrerfeld, den Dorian Godon (Decathlon AG2R La Mondiale Team) vor seinem Teamkollegen Andrea Vendrame gewann. Der Franzose übernahm zudem die Gesamtführung und lag sechs Sekunden vor Gianni Vermeersch (Alpecin-Deceuninck), der die Etappe als Dritter beendete. Während Giulio Ciccone (Lidl-Trek) rund zwei Minuten verlor, erreichte Eddie Dunbar das Ziel mit mehr als zehn Minuten Rückstand.
Die dritte Etappe, die mit der ersten Bergankunft zu Ende ging, gewann der Belgier Thibau Nys (Lidl-Trek) aus der Fluchtgruppe. Er setzte sich im Sprint vor dem Italiener Andrea Vendrame durch, der ebenfalls Teil der Ausreissergruppe gewesen war. Dahinter folgte Lucas Plapp (Jayco AlUla) mit vier Sekunden Rückstand. Hinter Florian Lipowitz (Bora-hansgrohe) der einen Rückstand von 14 Sekunden aufwies, folgten die restlichen Gesamtklassement-Fahrer, die 16 Sekunden auf den Etappensieger einbüssten. Thibau Nys übernahm zugleich die Gesamtführung von Dorian Godon.
Das Einzelzeitfahren der vierten Etappe gewann der US-Amerikaner Brandon McNulty (UAE Team Emirates) mit einem Vorsprung von 12 Sekunden vor seinem Landsmann Magnus Sheffield (Ineos Grenadiers). Dahinter folgten Felix Grossschartner und Juan Ayuso (beide UAE Team Emirates) mit 14 bzw. 20 Sekunden Rückstand. Carlos Rodríguez (Ineos Grenadiers), Alexander Wlassow (Bora-hansgrohe) und Ilan Van Wilder (Soudal Quick-Step) büssten rund 30 Sekunden auf den Etappensieger ein, während auch Lenny Martinez (Groupama-FDJ), Florian Lipowitz, Tao Geoghegan Hart (Lidl-Trek) und Lucas Plapp (Jayco AlUla) unterhalb der 1-Minuten-Marke blieben. Mehr als eine Minute verloren Enric Mas (Movistar Team), Adam Yates (UAE Team Emirates), Jai Hindley (Bora-hansgrohe), Simon Yates (Jayco AlUla), Egan Bernal (Ineos Grenadiers), Richard Carapaz (EF Education-EasyPost) und David Gaudu (Groupama-FDJ). In der Gesamtwertung übernahm Juan Ayuso das Gelbe Trikot und lag nun sieben Sekunden vor Ilan Van Wilder und zehn Sekunden vor  Alexander Wlassow.
Die Bergankunft der fünften Etappe entschied der Ecuadorianer Richard Carapaz für sich, nachdem er sich rund zwei Kilometer vor dem Ziel von den restlichen Gesamtklassement-Fahrern abgesetzt hatte und im Anschluss im Zielsprint vor dem herannahenden Florian Lipowitz gewann. Hinter den beiden erreichte Carlos Rodríguez das Ziel als Dritter mit einem Rückstand von 10 Sekunden. Der Spanier übernahm so die Gesamtführung von Juan Ayuso, der als Elfter 44 Sekunden auf den Tagessieger verlor. Vor dem letzten Etappentag lag Carlos Rodríguez nun sieben Sekunden vor Alexander Wlassow und neun Sekunden vor Florian Lipowitz.
Auf der abschliessenden sechsten Etappe kam es neuerlich zu einem Sprint, in dem sich Dorian Godon, vor Simone Consonni (Lidl-Trek) und Dion Smith (Intermarché-Wanty) durchsetzte. In der Gesamtwertung kam es zu keinen nennenswerten Veränderungen, wodurch Carlos Rodríguez seinen ersten Rundfahrtsieg bei einem Etappenrennen der UCI WorldTour fixierte.
Prolog: Payerne – Payerne (2,2 km)
Der erste Abschnitt wurde in Form eines Prologs in Payerne ausgetragen. Nach dem Start auf der Avenue du Stade führte die Strecke über die Rue des Grandes Rayes ans Ufer der Broye, der die Fahrer stromabwärts bis zur Rue d’Yverdon folgten. Auf dem letzten Kilometer folgten zahlreiche Kurven, wobei das Kloster Peterlingen umrundet wurde. Der Zielstrich befand sich auf der Grand-Rue nahe dem Stadtkern. Die flache Strecke enthielt insgesamt zwölf 90-Grad-Kurven.
| Platz | Fahrer             | Nation | Team                            | Zeit                   |
| ----- | ------------------ | ------ | ------------------------------- | ---------------------- |
| 01.   | Maikel Zijlaard    | NED    | Tudor Pro Cycling Team          | 0:02:55 h (45,26 km/h) |
| 02.   | Cameron Scott      | AUS    | Bahrain Victorious              | + 0:01 min             |
| 03.   | Julian Alaphilippe | FRA    | Soudal Quick-Step               | + 0:02 min             |
| 04.   | Dorian Godon       | FRA    | Decathlon AG2R La Mondiale Team | + 0:03 min             |
| 05.   | Ivo Oliveira       | POR    | UAE Team Emirates               | "                      |
| 06.   | Tim van Dijke      | NED    | Team Visma-Lease a Bike         | "                      |
| 07.   | Gianni Vermeersch  | BEL    | Alpecin-Deceuninck              | "                      |
| 08.   | Nikias Arndt       | GER    | Bahrain Victorious              | + 0:04 min             |
| 09.   | Alex Aranburu      | ESP    | Movistar Team                   | "                      |
| 010.  | Antoine Aebi       | SUI    | Swiss Cycling                   | "                      |

| Platz | Fahrer             | Nation | Team                            | Zeit       |
| ----- | ------------------ | ------ | ------------------------------- | ---------- |
| 01.   | Maikel Zijlaard    | NED    | Tudor Pro Cycling Team          | 0:02:55 h  |
| 02.   | Cameron Scott      | AUS    | Bahrain Victorious              | + 0:01 min |
| 03.   | Julian Alaphilippe | FRA    | Soudal Quick-Step               | + 0:02 min |
| 04.   | Dorian Godon       | FRA    | Decathlon AG2R La Mondiale Team | + 0:03 min |
| 05.   | Ivo Oliveira       | POR    | UAE Team Emirates               | "          |
| 05.   | Tim van Dijke      | NED    | Team Visma-Lease a Bike         | "          |
| 07.   | Gianni Vermeersch  | BEL    | Alpecin-Deceuninck              | "          |
| 08.   | Nikias Arndt       | GER    | Bahrain Victorious              | + 0:04 min |
| 09.   | Alex Aranburu      | ESP    | Movistar Team                   | "          |
| 10.   | Antoine Aebi       | SUI    | Swiss Cycling                   | "          |

Etappe 1: Château-d’Oex – Freiburg (165,7 km)
Die erste Etappe startete in Château-d’Oex und führte über hügliges Terrain nach Freiburg. Nach einer kleinen Startrunde um die Siedlung Moulins führte die Strecke über Haut-Intyamon leicht abschüssig in Richtung Norden, wobei das Schloss Greyerz passiert wurde. Kurz vor Bulle bogen die Fahrer rechts ab und gelangten so ans Ostufer des Greyerzersees. Nach 39,3 Kilometern wurde hier in Corbières der erste Zwischensprint ausgefahren, ehe der See über die Pont de Corbières überquert wurde. Bei Sorens begann danach die Auffahrt zur gleichnamigen Bergwertung, die nach 49,5 Kilometern beim Campingplatz La Forêt abgenommen wurde. Mit einer Höhe von 1025 Metern war sie als Bergwertung der 2. Kategorie klassifiziert worden. Im Anschluss führte die Strecke auf welligem Terrain über Le Châtelard, Massonnens, Gibloux nach Corpataux-Magnedens, wo der finale Rundkurs erreicht wurde. Dieser war rund 40 Kilometer lang, enthielt zwei Anstiege der 3. Kategorie und musste zweieinhalb Mal absolviert werden. Die erste Bergwertung führte über die Route de la Tuffière nach Arconciel (754 m) und wurde 89,7, 49,5 und 9,1 Kilometer vor dem Ziel überquert. Sie stellte zudem den letzten Anstieg des Tages dar und wies auf einer Länge von rund zwei Kilometern eine durchschnittliche Steigung von 5,9 % auf. Über Épendes und Marly ging es dann zum Zielort Freiburg, der über die Pérollesbrücke erreicht wurde. Unmittelbar darauf erfolgte die erste Zielpassage auf dem Boulevard de Pérolles. Vorbei am Stadtzentrum ging es dann zur Pont de Saint Jean, ehe der zweite Anstieg des Rundkurses in Angriff genommen wurde. Dieser führte auf einer gepflasterten Strasse zur Loretokapelle (651 m) und wies auf einer Länge von rund 800 Metern einen Steigungsschnitt von 10,3 % auf. Im oberen Teil enthielt die Auffahrt jedoch Rampen von bis zu 20 %. Nachdem die Bergwertung 76,6 und 36,3 Kilometer vor dem Ziel überquert worden war, führte die Strecke weiterhin leicht ansteigend über Tentlingen und Giffers nach Le Mouret, wo in der letzten Runde ein Zwischensprint 25,3 Kilometer vor dem Ziel ausgefahren wurde. Um zum Ausgangspunkt des Rundkurses zu kommen, überquerten die Fahrer die Barrage de Rossens.
| Platz | Fahrer            | Nation | Team                            | Zeit                   |
| ----- | ----------------- | ------ | ------------------------------- | ---------------------- |
| 01.   | Dorian Godon      | FRA    | Decathlon AG2R La Mondiale Team | 3:49:58 h (43,23 km/h) |
| 02.   | Andrea Vendrame   | ITA    | Decathlon AG2R La Mondiale Team | "                      |
| 03.   | Gianni Vermeersch | BEL    | Alpecin-Deceuninck              | "                      |
| 04.   | Milan Menten      | BEL    | Lotto Dstny                     | "                      |
| 05.   | Kasper Asgreen    | DEN    | Soudal Quick-Step               | "                      |
| 06.   | Matevž Govekar    | SLO    | Bahrain Victorious              | "                      |
| 07.   | Alex Aranburu     | ESP    | Movistar Team                   | "                      |
| 08.   | Clément Venturini | FRA    | Arkéa-B&B Hotels                | "                      |
| 09.   | Thibaud Gruel     | FRA    | Groupama-FDJ                    | "                      |
| 10.   | Kobe Goossens     | BEL    | Intermarché-Wanty               | "                      |

| Platz | Fahrer             | Nation | Team                            | Zeit       |
| ----- | ------------------ | ------ | ------------------------------- | ---------- |
| 01.   | Dorian Godon       | FRA    | Decathlon AG2R La Mondiale Team | 3:52:46 h  |
| 02.   | Gianni Vermeersch  | BEL    | Alpecin-Deceuninck              | + 0:06 min |
| 03.   | Julian Alaphilippe | FRA    | Soudal Quick-Step               | + 0:09 min |
| 04.   | Tim van Dijke      | NED    | Team Visma-Lease a Bike         | + 0:10 min |
| 05.   | Alex Aranburu      | ESP    | Movistar Team                   | + 0:11 min |
| 06.   | Antoine Aebi       | SUI    | Swiss Cycling                   | "          |
| 07.   | Jan Christen       | SUI    | UAE Team Emirates               | "          |
| 08.   | Ilan Van Wilder    | BEL    | Soudal Quick-Step               | "          |
| 09.   | Andrea Vendrame    | ITA    | Decathlon AG2R La Mondiale Team | + 0:12 min |
| 10.   | Matevž Govekar     | SLO    | Bahrain Victorious              | "          |

Etappe 2: Fribourg – Salvan (Les Marécottes) (171 km)
Die zweite Etappe begann in Fribourg und ging in Salvan (1060 m) mit der ersten Bergankunft der 77. Austragung zu Ende. Nach dem Start führte die Strecke über Giffers, Le Mouret und Chénens in Richtung Südwesten, ehe sich die Fahrtrichtung bei Torny und Romont gen Osten drehte. Bei Corbières erreichten die Fahrer das Ufer des Greyerzersees. Dann führte die Strecke entlang des Ostufers in Richtung Süden, ehe in Bas-Intyamon bei Kilometer 83,2 der erste Zwischensprint erfolgte. Stromaufwärts ging es dann entlang der Saane in die Freiburger Voralpen. Bei Moulins begann die Auffahrt nach Les Mosses (1444 m), wo nach 115,2 Kilometern eine Bergwertung der 2. Kategorie abgenommen wurde. Die nachfolgende Abfahrt war rund 15 Kilometer lang. Sie leitete die Fahrer nach Aigle, das im unteren Rhonetal liegt. Dann führte die Strecke für rund 30 Kilometer flach in Richtung Süden und passierte dabei Bex und Vernayaz, wo 12,5 Kilometer vor dem Ziel der zweite Zwischensprint ausgefahren wurde. Kurz darauf begann in Martigny der Schlussanstieg, der auf einer Länge von zehn Kilometern eine durchschnittliche Steigung von 7,3 % aufwies. Die ersten Kilometer verliefen auf der geraden Rue de la Bâtiaz, ehe nach einem Tunnel die Pont de Gueuroz erreicht wurde. Dann änderte sich die Charakteristik des Anstiegs, wobei eine schmale Strasse über eine Serie von Kehren nach Salvan führte. Das Ziel befand sich in der Ortschaft Les Marécottes auf einer Höhe von 1060 Metern. Der Schlussanstieg galt als Bergwertung der 2. Kategorie, wobei die Punkte 500 Meter vor dem Ziel vergeben wurden.
| Platz | Fahrer            | Nation | Team                            | Zeit                   |
| ----- | ----------------- | ------ | ------------------------------- | ---------------------- |
| 01.   | Thibau Nys        | BEL    | Lidl-Trek                       | 4:02:44 h (42,27 km/h) |
| 02.   | Andrea Vendrame   | ITA    | Decathlon AG2R La Mondiale Team | "                      |
| 03.   | Lucas Plapp       | AUS    | Jayco AlUla                     | + 0:04 min             |
| 04.   | Florian Lipowitz  | DEU    | Bora-hansgrohe                  | + 0:14 min             |
| 05.   | Juan Ayuso        | ESP    | UAE Team Emirates               | + 0:16 min             |
| 06.   | Alexander Wlassow | RUS    | Bora-hansgrohe                  | "                      |
| 07.   | Adam Yates        | GBR    | UAE Team Emirates               | "                      |
| 08.   | Guillaume Martin  | FRA    | Cofidis                         | "                      |
| 09.   | Ilan Van Wilder   | BEL    | Soudal Quick-Step               | "                      |
| 10.   | Lenny Martinez    | FRA    | Groupama-FDJ                    | "                      |

| Platz | Fahrer            | Nation | Team                            | Zeit       |
| ----- | ----------------- | ------ | ------------------------------- | ---------- |
| 01.   | Thibau Nys        | BEL    | Lidl-Trek                       | 7:55:32 h  |
| 02.   | Andrea Vendrame   | ITA    | Decathlon AG2R La Mondiale Team | + 0:04 min |
| 03.   | Lucas Plapp       | AUS    | Jayco AlUla                     | + 0:22 min |
| 04.   | Ilan Van Wilder   | BEL    | Soudal Quick-Step               | + 0:25 min |
| 05.   | Enric Mas         | ESP    | Movistar Team                   | + 0:26 min |
| 06.   | Lenny Martinez    | FRA    | Groupama-FDJ                    | + 0:27 min |
| 07.   | Juan Ayuso        | ESP    | UAE Team Emirates               | "          |
| 08.   | Alexander Wlassow | RUS    | Bora-hansgrohe                  | + 0:28 min |
| 09.   | Yannis Voisard    | CHE    | Tudor Pro Cycling Team          | + 0:29 min |
| 10.   | Adam Yates        | GBR    | UAE Team Emirates               | "          |

Etappe 3: Oron – Oron (15,5 km)
Die dritte Etappe fand als Einzelzeitfahren statt, das um die Gemeinde Oron ausgetragen wurde. Als Startort diente die Ortschaft Palézieux, ehe die Strecke leicht ansteigend nach Maracon führte. Kurz darauf wurde bei Joril auf der Route de Châtel die einzige Zwischenzeit bei Kilometer 7,9 genommen, ehe die Strasse abschüssig vorbei am Schloss Oron zum Zielort Oron-la-Ville führte. Die Ziellinie befand sich auf der Route de Palézieux.
| Platz | Fahrer                | Nation | Team                            | Zeit                   |
| ----- | --------------------- | ------ | ------------------------------- | ---------------------- |
| 01.   | Brandon McNulty       | USA    | UAE Team Emirates               | 0:20:06 h (46,27 km/h) |
| 03.   | Magnus Sheffield      | USA    | Ineos Grenadiers                | + 0:13 min             |
| 04.   | Felix Grossschartner  | AUT    | UAE Team Emirates               | + 0:15 min             |
| 04.   | Juan Ayuso            | ESP    | UAE Team Emirates               | + 0:21 min             |
| 05.   | Bruno Armirail        | FRA    | Decathlon AG2R La Mondiale Team | + 0:23 min             |
| 06.   | Johan Price-Pejtersen | DEN    | Bahrain Victorious              | + 0:24 min             |
| 07.   | Carlos Rodríguez      | ESP    | Ineos Grenadiers                | + 0:28 min             |
| 08.   | Alexander Wlassow     | RUS    | Bora-hansgrohe                  | + 0:30 min             |
| 09.   | Ilan Van Wilder       | BEL    | Soudal Quick-Step               | "                      |
| 10.   | Benjamin Thomas       | FRA    | Cofidis                         | + 0:32 min             |

| Platz | Fahrer            | Nation | Team                            | Zeit       |
| ----- | ----------------- | ------ | ------------------------------- | ---------- |
| 01.   | Juan Ayuso        | ESP    | UAE Team Emirates               | 8:16:26 h  |
| 02.   | Ilan Van Wilder   | BEL    | Soudal Quick-Step               | + 0:07 min |
| 03.   | Alexander Wlassow | RUS    | Bora-hansgrohe                  | + 0:10 min |
| 04.   | Carlos Rodríguez  | ESP    | Ineos Grenadiers                | + 0:11 min |
| 05.   | Lenny Martinez    | FRA    | Groupama-FDJ                    | + 0:23 min |
| 06.   | Florian Lipowitz  | DEU    | Bora-hansgrohe                  | + 0:32 min |
| 07.   | Lucas Plapp       | AUS    | Jayco AlUla                     | + 0:33 min |
| 08.   | Bruno Armirail    | FRA    | Decathlon AG2R La Mondiale Team | + 0:36 min |
| 09.   | Yannis Voisard    | CHE    | Tudor Pro Cycling Team          | "          |
| 10.   | Damiano Caruso    | ITA    | Bahrain Victorious              | "          |

Etappe 4: Saillon – Leysin (151,7 km)
Die vierte Etappe startete in Saillon und endete mit einer Bergankunft in Leysin auf einer Höhe von 1315 Metern. Nach dem Start führte die Strecke zunächst über Ardon nach Aproz, wo bei Kilometer 17,5 der erste Zwischensprint ausgefahren wurde. Kurz darauf folgte eine Wende bei Sion, und die Fahrer nahmen bei Chamoson die Auffahrt nach Ovronnaz (1358 m) in Angriff. Diese wurde als Bergwertung der 1. Kategorie klassifiziert und wurde nach 44,7 Kilometern überquert. Die anschliessende Abfahrt führte nach Leytron, ehe die Fahrer dem Rhonetal stromabwärts Richtung Martigny folgten. Bei Evionnaz folgte die Bergwertung von La Rasse (626 m), die einen Anstieg der 3. Kategorie darstellt und nach 79,1 Kilometern passiert wurde. Bei Monthey begann kurz darauf ein Anstieg, der mit Les Rives (951 m) und Les Giettes (1139 m) zwei Bergwertungen der 2. Kategorie enthielt. Diese wurden nach Kilometer 100,1 bzw. 106,8 überquert, ehe die anschliessende Abfahrt nach Massongex führte, wo der zweite Zwischensprint bei Kilometer 118,3 erfolgte. Über Bex und Antagnes ging es darauf nach Aigle, wo die Schlussauffahrt nach Leysin in Angriff genommen wurde. Diese wies auf einer Länge von rund 15 Kilometern eine durchschnittliche Steigung von etwa 6 % auf, wobei die Bergwertung bereits 1100 Meter vor dem Ziel abgenommen wurde.
| Platz | Fahrer             | Nation | Team                  | Zeit                   |
| ----- | ------------------ | ------ | --------------------- | ---------------------- |
| 01.   | Richard Carapaz    | ECU    | EF Education-EasyPost | 4:06:03 h (36,99 km/h) |
| 02.   | Florian Lipowitz   | DEU    | Bora-hansgrohe        | "                      |
| 03.   | Carlos Rodríguez   | ESP    | Ineos Grenadiers      | + 0:10 min             |
| 04.   | Enric Mas          | ESP    | Movistar Team         | + 0:14 min             |
| 05.   | Alexander Wlassow  | RUS    | Bora-hansgrohe        | "                      |
| 06.   | Egan Bernal        | COL    | Ineos Grenadiers      | + 0:27 min             |
| 07.   | Ilan Van Wilder    | BEL    | Soudal Quick-Step     | + 0:31 min             |
| 08.   | Tao Geoghegan Hart | GBR    | Lidl-Trek             | + 0:40 min             |
| 09.   | David Gaudu        | FRA    | Groupama-FDJ          | + 0:41 min             |
| 10.   | Cristián Rodríguez | ESP    | Arkéa-B&B Hotels      | + 0:44 min             |

| Platz | Fahrer             | Nation | Team                  | Zeit       |
| ----- | ------------------ | ------ | --------------------- | ---------- |
| 01.   | Carlos Rodríguez   | ESP    | Ineos Grenadiers      | 12:22:46 h |
| 02.   | Alexander Wlassow  | RUS    | Bora-hansgrohe        | + 0:07 min |
| 03.   | Florian Lipowitz   | DEU    | Bora-hansgrohe        | + 0:09 min |
| 04.   | Ilan Van Wilder    | BEL    | Soudal Quick-Step     | + 0:21 min |
| 05.   | Juan Ayuso         | ESP    | UAE Team Emirates     | + 0:27 min |
| 06.   | Enric Mas          | ESP    | Movistar Team         | + 0:38 min |
| 07.   | Richard Carapaz    | ECU    | EF Education-EasyPost | + 0:49 min |
| 08.   | Lenny Martinez     | FRA    | Groupama-FDJ          | + 0:52 min |
| 09.   | Tao Geoghegan Hart | GBR    | Lidl-Trek             | + 1:02 min |
| 10.   | Egan Bernal        | COL    | Ineos Grenadiers      | + 1:23 min |

Etappe 5: Vernier – Vernier (150,8 km)
Die fünfte und abschliessende Etappe wurde auf einem Rundkurs mit Start und Ziel in Vernier nahe Genf ausgetragen. Dieser war 34,7 Kilometer lang und musste fünfmal absolviert werden, ehe die letzten zehn Kilometer zum Zielbereich auf der Route du Bois-des-Frères führten. Der Rundkurs begann in Lully, ehe die Strecke entlang von Weinfeldern nach Soral, Laconnex und Avully führte. Hier wurde die Rhone überquert, ehe ein rund 1000 Meter langer Anstieg nach Dardagny (430 m) folgte. Dieser wurde als Bergwertung der 3. Kategorie klassifiziert und wies eine durchschnittliche Steigung von etwas mehr als 4 % auf. Die Bergwertung wurde bei den Kilometermarken 17,1, 51,8, 86,5 und 121,2 überquert. Über die Route de l’Allondon drehte die Fahrtrichtung dann gen Osten, und die Rhone wurde bei der Barrage de Verbois ein zweites Mal gequert. Dann begann die Strasse neuerlich leicht anzusteigen und führte von Aire-la-Ville nach Cartigny, wo ein Zwischensprint bei den Kilometermarken 64,1 und 133,5 ausgefahren wurde. Im Anschluss ging es vorbei am Ortsgebiet von Bernex zurück zum Ausgangspunkt des Rundkurses. Die letzten Kilometer führten über Confignon und Onex zur Pont Butin, ehe das Ziel in Vernier erreicht wurde.
| Platz | Fahrer            | Nation | Team                            | Zeit                   |
| ----- | ----------------- | ------ | ------------------------------- | ---------------------- |
| 01.   | Dorian Godon      | FRA    | Decathlon AG2R La Mondiale Team | 3:22:00 h (44,79 km/h) |
| 02.   | Simone Consonni   | ITA    | Lidl-Trek                       | "                      |
| 03.   | Dion Smith        | NZL    | Intermarché-Wanty               | "                      |
| 04.   | Tim van Dijke     | NED    | Team Visma-Lease a Bike         | "                      |
| 05.   | Alex Aranburu     | ESP    | Movistar Team                   | "                      |
| 06.   | Thibau Nys        | BEL    | Lidl-Trek                       | "                      |
| 07.   | Clément Venturini | FRA    | Arkéa-B&B Hotels                | "                      |
| 08.   | Milan Menten      | BEL    | Lotto Dstny                     | "                      |
| 09.   | Thibaud Gruel     | FRA    | Groupama-FDJ                    | "                      |
| 10.   | Gianni Vermeersch | BEL    | Alpecin-Deceuninck              | "                      |

| Platz | Fahrer             | Nation | Team                  | Zeit       |
| ----- | ------------------ | ------ | --------------------- | ---------- |
| 01.   | Carlos Rodríguez   | ESP    | Ineos Grenadiers      | 15:44:46 h |
| 02.   | Alexander Wlassow  | RUS    | Bora-hansgrohe        | + 0:07 min |
| 03.   | Florian Lipowitz   | DEU    | Bora-hansgrohe        | + 0:09 min |
| 04.   | Ilan Van Wilder    | BEL    | Soudal Quick-Step     | + 0:21 min |
| 05.   | Juan Ayuso         | ESP    | UAE Team Emirates     | + 0:27 min |
| 06.   | Enric Mas          | ESP    | Movistar Team         | + 0:38 min |
| 07.   | Richard Carapaz    | ECU    | EF Education-EasyPost | + 0:49 min |
| 08.   | Lenny Martinez     | FRA    | Groupama-FDJ          | + 0:52 min |
| 09.   | Tao Geoghegan Hart | GBR    | Lidl-Trek             | + 1:02 min |
| 10.   | Egan Bernal        | COL    | Ineos Grenadiers      | + 1:23 min |

## Wertungen im Verlauf
| Etappe          | Etappensieger   | Gesamtwertung    | Punktewertung   | Bergwertung    | Nachwuchswertung | Teamwertung        |
| --------------- | --------------- | ---------------- | --------------- | -------------- | ---------------- | ------------------ |
| Prolog          | Maikel Zijlaard | Maikel Zijlaard  | Maikel Zijlaard | nicht vergeben | Tim van Dijke    | Bahrain Victorious |
| 1               | Dorian Godon    | Dorian Godon     | Dorian Godon    | Juri Hollmann  | Tim van Dijke    | Bahrain Victorious |
| 2               | Thibau Nys      | Thibau Nys       | Andrea Vendrame | Juri Hollmann  | Thibau Nys       | Bora-hansgrohe     |
| 3               | Brandon McNulty | Juan Ayuso       | Andrea Vendrame | Juri Hollmann  | Juan Ayuso       | UAE Team Emirates  |
| 4               | Richard Carapaz | Carlos Rodríguez | Andrea Vendrame | Juri Hollmann  | Carlos Rodríguez | UAE Team Emirates  |
| 5               | Dorian Godon    | Carlos Rodríguez | Dorian Godon    | Juri Hollmann  | Carlos Rodríguez | UAE Team Emirates  |
| Wertungssieger: | Wertungssieger: | Carlos Rodríguez | Dorian Godon    | Juri Hollmann  | Carlos Rodríguez | UAE Team Emirates  |